# Heterocloeon curiosum
Heterocloeon curiosum je druh jepice z čeledi Baetidae. Žije v Severní Americe. Jako první tento druh popsal kanadský entomolog James Halliday McDunnough v roce 1923.